# Enéadas

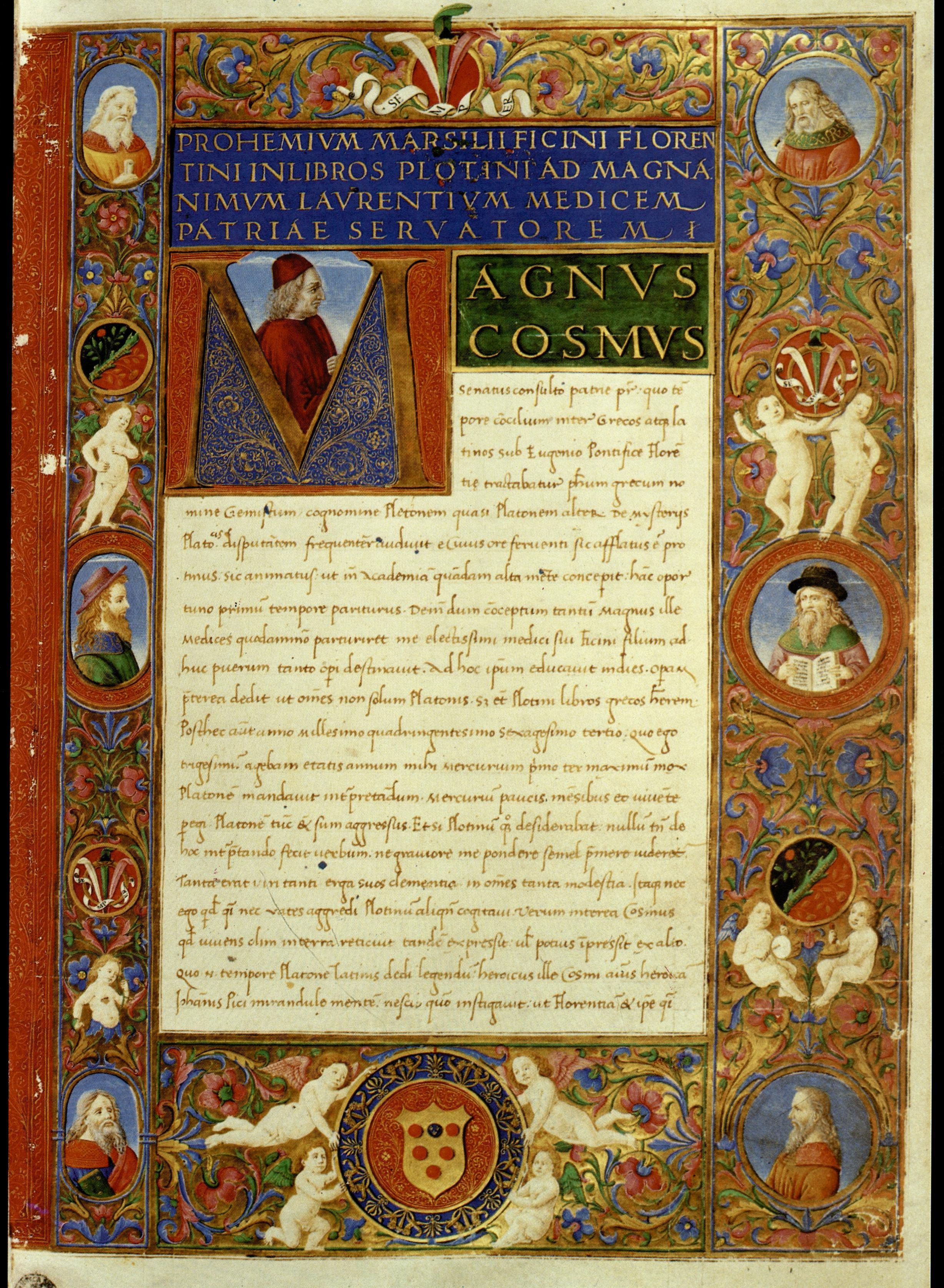

As Enéadas, por vezes abreviado para Enéadas (em grego clássico: Ἐννεάδες) é a coleção de escritos do filósofo neoplatônico Plotino (nascido em Licópolis Deltaica, Egito, provavelmente em 205 d. C.) que foi editada e compilada por seu discípulo Porfírio por volta de 270 (especula-se que este tenha sido o ano da morte de Plotino). A obra é formada por 54 tratados divididos em seis capítulos, compostos de nove partes cada um e, por isso, chamados ‘Enéadas’, pois nove, em grego, é ennéa.  

## Conteúdo
Os nomes dos tratados podem diferir de acordo com a tradução. Os números entre colchetes antes dos trabalhos individuais referem-se a ordem cronológica em que foram escritas de acordo com Vida de Plotino, de Porfírio.

### Primeira enéada
- I.1 [53] - "O que é o ser vivo e o que é o Homem?"
- I.2 [19] - "Sobre a Virtude"
- I.3 [20] - "Sobre Dialética [do modo para cima]"
- I.4 [46] - "Sobre a verdadeira felicidade (Bem Estar)"
- I.5 [36] - "Sobre se felicidade (Bem Estar) aumenta com o tempo"
- I.6 [1] - "Sobre a beleza"
- I.7 [54] - "Sobre o Bem primal e formas secundárias do bem [Caso contrário, "Sobre a felicidade ']
- I.8 [51] - "Sobre a natureza e a origem do mal"
- I.9 [16] - "Sobre a despedida"

### Segunda enéada
- II.1 [40] - "Sobre o céu"
- II.2 [14] - "Sobre o movimento dos céus"
- II.3 [52] - "Se as estrelas são causas"
- II.4 [12] - "Sobre a matéria"
- II.5 [25] - "Sobre a potencialidade e a atualidade"
- II.6 [17] - "Sobre a qualidade ou sobre a substância"
- II.7 [37] - "Sobre a completa transfusão"
- II.8 [35] - "Sobre a visão ou como objetos distantes parecem pequenos"
- II.9 [33] - "Contra aqueles que afirmam ser o Criador do Cosmos e o Cosmos serem mal: [comumente chamada de "Contra os gnósticos"].

### Terceira enéada
- III.1 [3] - "Sobre o Destino"
- III.2 [47] - "Sobre a providência (1)."
- III.3 [48] - "Sobre a providência (2)."
- III.4 [15] - "Sobre nosso Espírito Guardião atribuído"
- III.5 [50] - "Sobre o Amor"
- III.6 [26] - "Sobre a impassividade do incorpóreo"
- III.7 [45] - "Sobre a Eternidade e Tempo"
- III.8 [30] - "Sobre a natureza, a contemplação e o Uno"
- III.9 [13] - "Considerações isoladas"

### Quarta enéada
- IV.1 [21] - "Sobre a essência da alma (2)"
- IV.2 [4] - "Sobre a essência da alma (1)"
- IV.3 [27] - "Sobre os problemas da alma (1)"
- IV.4 [28] - "Sobre os problemas da alma (2)"
- IV.5 [29] - "Sobre os problemas da alma (3)” [ou ainda "Sobre a visão"].
- IV.6 [41] - "Sobre senso-percepção e memória"
- IV.7 [2] - "Sobre a imortalidade da alma"
- IV.8 [6] - "Sobre a descida da alma no corpo"
- IV.9 [8] - "São todas as almas uma só?"

### Quinta enéada
- V.1 [10] - "Sobre as três hipóstases primárias"
- V.2 [11] - "Sobre a origem e Ordem dos Seres seguintes após o Primeira"
- V.3 [49] - "Sobre a hipóstase conhecida e o que está além"
- V.4 [7] - "Como aquele que vem após o primeira vem do primeiro, e sobre o Uno."
- V.5 [32] - "Que os seres intelectuais não estão fora do Intelecto, e sobre o Bem"
- V.6 [24] - "No fato de que aquilo que está além do ser não pensar, sobre o que é o primário e o Princípio do Pensamento secundário"
- V.7 [18] - "Sobre se há idéias de seres particulares"
- V.8 [31] - "Sobre a beleza inteligível"
- V.9 [5] - "Sobre o intelecto, as formas e o ser"

### Sexta enéada
- VI.1 [42] - "Sobre os tipos de Ser (1)"
- VI.2 [43] - "Sobre os tipos de Ser (2)"
- VI.3 [44] - "Sobre os tipos de Ser (3)"
- VI.4 [22] - "Sobre a presença do Ser, o Uno e o mesmo, em toda parte como um todo (1)"
- VI.5 [23] - "Sobre a presença do Ser, o Uno e o mesmo, em toda parte como um todo (2)"
- VI.6 [34] - "Sobre os números"
- VI.7 [38] - "Como a multiplicidade de formas surgiu: e sobre o Bem"
- VI.8 [39] - "Sobre o livre-arbítrio e a vontade do Uno"
- VI.9 [9] - "Sobre o bem, ou o Uno"